# Passiflora mucronata
Passiflora mucronata är en passionsblomsväxtart som beskrevs av Jean-Baptiste de Lamarck. Passiflora mucronata ingår i släktet passionsblommor, och familjen passionsblomsväxter. Inga underarter finns listade i Catalogue of Life.